# Bionicle Chronicles
Bionicle Chronicles es la primera serie de libros del universo Bionicle. Aunque se publicó en 2003, resume eventos que ocurrieron en la primera saga de la historia, que empezó en 2001. La historia continúa en las sagas Bionicle Adventures y Bionicle Legends.
Bionicle Chronicles cuenta las aventuras de los Toa Mata, en la isla Mata Nui. Su antigua misión era despertar al Gran Espíritu, dormido por un hechizo, pero para eso, tenían que liberar antes la isla de la maldad de Makuta.

## Libros
- Bionicle Chronicles 1: La leyenda de los Toa
- Bionicle Chronicles 2: La amenaza de los Bohrok
- Bionicle Chronicles 3: La venganza de Makuta
- Bionicle Chronicles 4: La leyenda de las de las seis máscaras
- Bionicle: La máscara de la luz (novelización)

## Argumento
Makuta convirtió la isla de Mata Nui en un lugar oscuro desde que hechizó al Gran Espíritu para mantenerlo dormido. Esclavizó a la fauna de Rahi y los envió a los pueblos para atacar a sus habitantes. Los sabios Turaga predijeron la llegada de héroes poderosos, llamados Toa, que vendrían y liberarían a los Matoran.
Eventualmente, Makuta secuestró a los Turaga, y un cronista Matoran llamado Takúa tomó la misión de rescatarlos. Recuperó también seis piedras misteriosas que estaban esparcidas por la isla. Al ponerlas en la urna Suva del templo Kini-Nui,provoca la llegada de los Toa; son 6: Tahu, Gali, Lewa, Kopaka, Onua y Pohatu.
- Datos: Q3288720